# تشارلز فرنسيس هال (أسقف)
تشارلز فرنسيس هال هو أسقف كندي، ولد في 20 أبريل 1908 في دورتشستر في كندا، وتوفي في 17 مايو 1992.